# Kolumbán Zsuzsa
Kolumbán Zsuzsa (Budapest, 1953.) magyar népművész, iparművész.

## Élete és munkássága
Népviseletbe öltöztetett díszbabákat készít. Több mint 40, a NIT által „A” kategóriára zsűrizett modellje van, s ezek mellett közel 100 magyarországi és határon túli magyar viseletet dolgozott fel. 1990 óta népi iparművész, s 2008-ban Népművészet Mestere díjjal tüntették ki.

## Szakmai elismerések
- Tradíció védjegy (1993)
- Országos Babakészítési Versenyeken 6 db első- és 2 db második helyezés (2000 – 2009)
- Életmű díj – Magyar Bababarát Egyesület (2001.)
- Magyar Művelődési Intézet Különdíja (2003.)
- „Mesterremek Díj” - Népművészeti Egyesületek Szövetsége (2004.)
- Népművészet Mestere Díj – állami kitüntetés (2008. augusztus 20.)
- „Népművészetért Különdíj” – Pro Ren. Cult. Hung. Alapítvány (2009.)
- „Magyar Kézműves Remek” cím – Magyar Kereskedelmi és Iparkamara (2010.)

## Önálló kiállítások
- 1990 Budapest, Népművészeti Stúdió;
- 1993 Szilvásvárad;
- 1999 Budapest, Vakok Intézete;
- 2003 Tokyo, Harumi Galéria;
- 2003 Túrkeve, Finta Múzeum;
- 2005 Budapest, Társalgó Galéria

## Csoportos kiállítások
Összesen 44 alkalommal, külföldön Bécstől Cipruson át San Franciscóig és természetesen több helyen Magyarországon.